# Брејнтри (Масачусетс)
Брејнтри (енгл. Braintree) град је у америчкој савезној држави Масачусетс. По попису становништва из 2010. у њему је живело 35.744 становника.

## Демографија
Према попису становништва из 2010. у граду је живело 35.744 становника.
| Група             | 2000.  | 2010.          |
| Белци             | . (.%) | 30.471 (85,2%) |
| Афроамериканци    | . (.%) | 972 (2,7%)     |
| Азијати           | . (.%) | 2.701 (7,6%)   |
| Хиспаноамериканци | . (.%) | 890 (2,5%)     |
| Укупно            | .      | 35.744         |